# Thamnomanes caesius
A Thamnomanes caesius a madarak osztályának verébalakúak (Passeriformes) rendjébe és a hangyászmadárfélék (Thamnophilidae) családjába tartozó faj.

## Rendszerezése
A fajt Coenraad Jacob Temminck holland zoológus írta le 1820-ban, a Muscicapa nembe Muscicapa caesia néven.

## Alfajai
- Thamnomanes caesius caesius (Temminck, 1820)
- Thamnomanes caesius glaucus Cabanis, 1847
- Thamnomanes caesius hoffmannsi Hellmayr, 1906
- Thamnomanes caesius persimilis Hellmayr, 1907[2]

## Előfordulása
Dél-Amerikában, Bolívia, Brazília, Ecuador, Francia Guyana, Guyana, Kolumbia, Peru, Suriname és Venezuela területén honos. 
Természetes élőhelyei a szubtrópusi vagy trópusi síkvidéki esőerdők és mocsári erdők. Állandó, nem vonuló faj.

## Megjelenése
Testhossza 14 centiméter, testtömege 16–18 gramm.
|  |  |

## Életmódja
Rovarokkal táplálkozik.

## Természetvédelmi helyzete
Az elterjedési területe rendkívül nagy, egyedszáma viszont csökken, de még nem éri el a kritikus szintet. A Természetvédelmi Világszövetség Vörös listáján nem fenyegetett fajként szerepel.